# Alexander Erler
Alexander Erler (født 27. oktober 1997 i Innsbruck, Østrig) er en professionel tennisspiller fra Østrig.